# أنيت إمهوزن
أنيت إيمهوزن (بالألمانية: Annette Warner) (المعروفة أيضًا باسم أنيت فيرنر، ولدت في 12 يونيو 1970) وهي ألمانية مؤرخة للرياضيات اشتهرت بعملها في الرياضيات في مصرالقديمة. وهي أستاذة في جامعة غوته في فرانكفورت.

## التعليم والمسار المهني
درست أنيت إيمهوزن الرياضيات والكيمياء وعلم المصريات في جامعة ماينتس، واجتازت امتحان الدولة الألماني في عام 1996. واصلت دراسة علم المصريات وعلم الآشوريات في جامعة برلين. أكملت الدكتوراه في تاريخ الرياضيات من جامعة ماينتس عام 2002 تحت إشراف مشترك من ديفيد إي. رووي وجيمس ريتر. 
حصلت على زمالة في معهد ديبنر لتاريخ العلوم والتكنولوجيا (كامبريدج، ماساتشوستس) قبل أن تحصل على زمالة بحثية مبتدئة في جامعة كامبريدج من 2003 إلى 2006. وعادت إلى مايتس كأستاذ مساعد من 2006 إلى 2008، وأصبح أستاذاً في فرانكفورت عام 2009. 

## إسهامات
ظهرت إيمهوزن في السلسلة التليفوزنية The Story of Mathsعلى بي . بي. سي .
نُشرت أطروحتها بعنوان Ägyptische Algorithmen. Eine Untersuchung zu den mittelägyptischen mathematischen Aufgabentexten عام 2002. وألفت كتاب Mathematics in Ancient Egypt: A Contextual History .